# Abdou Traoré
|  | No s'ha de confondre amb Abdoulaye Traoré. |

Abdou Traoré   (Bamako, 17 de gener de 1988), nom real Abdoulaye Traoré, és un exfutbolista malià de la dècada de 2010.
Fou internacional amb la selecció de futbol de Mali.
Pel que fa a clubs, destacà a FC Girondins de Bordeaux.